# Socorro Gomes
Maria do Socorro Gomes Coelho (Cristalândia, 12 de janeiro de 1952) é uma política brasileira, filiada ao PCdoB. Foi deputada federal pelo Pará entre os anos de 1991 e 1999, quando na eleição de 1998, não conseguiu se reeleger. Ainda assim, assumiu interinamente a função por mais duas vezes. Atualmente é dirigente nacional do PCdoB, e foi presidente do Conselho Mundial da Paz, entre 2008 e 2022. Também foi presidente do Cebrapaz.

## Biografia
Iniciou sua militância política em Goiânia, e se transferiu para o Pará no final da década de 70, onde foi líder sindical da Cidapar, em Viseu. Foi eleita vereadora de Belém na eleição de 1985 pelo recém legalizado PCdoB. Foi candidata a deputada federal pelo mesmo partido, na eleição de 1990, tendo sido a mais votada no estado, com 60.317 votos.
Na eleição municipal de Belém em 1992, foi candidata a prefeita pelo PCdoB, pela coligação Aliança Popular, formada pelos partidos PCdoB, PSDB, PTB, PPS, PV e PC. Foi derrotada ainda em primeiro turno pelos candidatos Hélio Gueiros e Cipriano Sabino, angariando 13,62% dos votos (60.071 votos).
Foi reeleita deputada federal na eleição de 1994, e atingiu a suplência nas eleições de 1998 e 2006. Deixou a Câmara dos Deputados em janeiro de 1999. Assumiu a vaga do partido de forma interina em dois períodos; entre 3 de janeiro de 2001 e 1°. de fevereiro de 2003, e entre 19 de outubro de 2005 e 1°. de janeiro de 2007, quando renunciou a vaga de suplente para assumir a secretaria de Direitos Humanos e Justiça do Pará, no governo Ana Júlia Carepa.
Fora da câmara federal, foi delegada da Delegacia Regional do Trabalho do Pará entre 2003 e 2004.